# Loa (poema)
As loas são poemas líricos, frequentemente em quadras de redondilha maior.
| “ | A loa deita-se ainda hoje nos cyrios das provincias do norte do reino. È um cantar d'anjos, de génios de espíritos; mas dramático dialogado: é um coro hieratico, que se entoa, que se deita do céu para a terra, que entes superiores cantam para ouvirem homens e deuses. | ” |